# PCSK9
Die Proproteinkonvertase Subtilisin/Kexin Typ 9 (englisch proprotein convertase subtilisin/kexin type 9, kurz: PCSK9; neural apoptosis-regulated convertase-1, NARC-1) ist eine Serinprotease, die am Fettstoffwechsel beteiligt ist.

## Biologische Bedeutung
Proproteinkonvertasen aktivieren inaktive Vorläuferformen von Proteinen (Proproteine), indem sie ein Prosegment entfernen und so das aktive Protein (z. B. Hormon oder Rezeptor) freigeben. Es wurden bis jetzt neun Proproteinkonvertasen charakterisiert, darunter zuletzt PCSK9. PCSK9 besitzt klinische Bedeutung, da es die Anzahl von LDL-Rezeptoren an der Zellmembran der Leberzellen mindert und folglich die Konzentration von LDL-Cholesterin im Blut erhöht.
Mutationen des PCSK9-Gens stellen die dritthäufigste Ursache der Hypercholesterinämie bei Patienten mit homozygoter autosomal dominanter Hypercholesterinämie (ADH) dar. Die Entwicklung von PCSK9-Hemmstoffen ist ein Ansatz für die Reduzierung des LDL-Cholesterins.
Im Januar 2025 veröffentlichte eine Forschergruppe der New Yorker Rockefeller University und der schwedischen Universität Lund im Fachblatt Cell die Beobachtung, dass Metastasenbildung genetische Ursachen haben könnte, und dabei ebenfalls die Mutation des PCSK9-Proteins eine relevante Rolle spielt.

### Regulation im Cholesterinstoffwechsel
PCSK9 befindet sich überwiegend in der Leber. Das inaktive PCSK9 unterliegt einer autokatalytischen Spaltung im endoplasmatischen Retikulum, bevor es dann aus der Leberzelle in den Blutkreislauf sezerniert wird. Das abgespaltene Prosegment bleibt jedoch mit dem aktiven Protein an seinem katalytischen Zentrum verbunden. Dies könnte erklären, warum bisher keine andere katalytische Aktivität des PCSK9 außer dieser Selbstspaltung bekannt ist.
Die Wirkungen des PCSK9 auf den LDL-Rezeptor und den LDL-Cholesterinspiegel sind unabhängig von seiner katalytischen Funktion, sondern erfolgen durch Bindung an den LDL-Rezeptor und durch dessen verstärkten Abbau. Von therapeutischem Interesse ist die PCSK9-Wirkung auf den Abbau der LDL-Rezeptoren, welche das LDL-Cholesterin aus dem Blutkreislauf entfernen. Zirkulierendes LDL-Cholesterin wird vorwiegend über den LDL-Rezeptor in der Leber abgebaut. LDL-Rezeptoren binden das zirkulierende LDL-Cholesterin und werden zusammen per Endozytose in die Zelle geschleust. Durch den Abfall des pH-Werts in den Endosomen trennen sich LDL-Cholesterin und LDL-Rezeptor. Während das LDL-Cholesterin in der Leberzelle weiter abgebaut wird, werden die Rezeptoren erneut an die Zelloberfläche transportiert, um erneut LDL-Cholesterin aufzunehmen.
PCSK9 reguliert den LDL-Cholesterinspiegel, indem es den LDL-Rezeptor bindet und mit ihm zusammen von der Leberzelle aufgenommen wird. PCSK9-gebundene LDL-Rezeptoren werden in diesem Fall abgebaut und nicht erneut an die Zelloberfläche befördert und stehen damit nicht mehr für die LDL-Bindung zur Verfügung. Dadurch steigt der LDL-Cholesterinspiegel im Plasma an.
Durch krankhafte Fehlregulation kommt es zur Hypercholesterinämie.

### Genetische Grundlagen
Familiäre Hypercholesterinämie ist eine autosomal dominante Krankheit, charakterisiert durch erhöhte plasmatische LDL-Spiegel, Xanthome und frühe koronare Herzkrankheit (KHK). Als Ursachen wurden bis jetzt Mutationen an drei Genen entdeckt, die alle drei die Funktion des LDL-Rezeptors beeinflussen: Mutationen des LDL-Rezeptor-Gens, des apoB100-Gens und des PCSK9-Gens.
Im Jahr 2003 wurden in zwei französischen Familien mit familiärer Hypercholesterinämie Mutationen eines neuidentifizierten Gens entdeckt, des PCSK9-Gens auf Chromosom 1. Diese stellten sich als Gain-of-function-Mutationen heraus. Seitdem wurden zahlreiche andere Mutationen des PCSK9-Gens festgestellt, unter anderem auch Loss-of-function-Mutationen. Diese Menschen haben sehr niedrige LDL-Cholesterinspiegel und deshalb signifikant geringere Wahrscheinlichkeiten an KHKs, wie beispielsweise einem Myokardinfarkt zu erkranken. Der Verlust von funktionellem PCSK9 beim Menschen führt zu keinen bekannten Anomalien, außer einem verminderten Plasmacholesterinspiegel. Etwa 1 bis 3 % der erwachsenen Bevölkerung hat eine Loss-of-function-Mutation im PCSK9-Gen.
Gain-of-function-Mutationen sind seltene Mutationen und kommen an dritter Stelle der Ursachen der homozygoten ADH vor, weit hinter LDL-Rezeptor- und apoB-Mutationen. Etwa 0,1 % der Bevölkerung hat eine solche Mutation. In der Zwischenzeit sind jedoch weit über 100 Genvarianten des PCSK9 identifiziert worden, welche verantwortlich für einen großen Anteil der schweren Hypercholesterinämien sein könnten.

## Behandlung der Hypercholesterinämie
Unabhängige Risikofaktoren für die koronare Herzkrankheit sind LDL-Cholesterin- und Lipoprotein(a)-Erhöhungen sowie ein verringertes HDL. Die Expositionszeit ist entscheidend, so dass genetische Formen von Hypercholesterinämien für die Entstehung einer Atherosklerose besonders bedeutend sind.
Bei milderen Formen der Dyslipidämien erfolgt die Behandlung in Form von Maßnahmen zur Änderung des Lebensstils. Bei erhöhtem kardiovaskulärem Gesamtrisiko und Nichterreichen des LDL-Zielwertes durch Lebensstilmaßnahmen ist in aller Regel eine Statintherapie indiziert. Bei Patienten mit besonders hohem Risiko sollte ein LDL-Cholesterinwert kleiner 70 mg/dl angestrebt werden. Bei Patienten mit nachgewiesener Atherosklerose ist selbst bei LDL-Ausgangswerten von unter 100 mg/dl der Einsatz eines Statins sinnvoll. Diese Zielwerte bleiben für viele Patienten mit familiären Hypercholesterinämien trotz medikamentöser Therapie schwer zu erreichen.

### Grenzen der Statin-Wirkung
PCSK9 und LDL-Rezeptoren werden beide hauptsächlich von dem intrazellulären Cholesterinspiegel reguliert: sinkt dieser Spiegel, so wird eine Genexpression von LDL-Rezeptor und PCSK9 induziert. Der Wirkungsmechanismus der Statine besteht in der Hemmung eines Schlüsselenzyms (HMG-CoA-Reduktase, SREBP) und führt zu einer Senkung des intrazellulären Cholesterins in der Leberzelle. Sie werden deshalb auch als HMG-CoA-Reduktase-Hemmer bezeichnet. Die Wirkung über das SREBP führt regulativ zu einem Anstieg der Produktion (und Sekretion) des PCSK9, Statine erhöhen also die PCSK9-Spiegel und attenuieren damit etwas ihr eigentliches LDL-Senkungs-Potential. Dies kann erklären, warum mit Statinen eine LDL-Cholesterin-Senkung von mehr als 50 % kaum zu erreichen ist. Von einer Kombination von Statinen mit PCSK9-Hemmern verspricht man sich einen additiven Effekt.

### PCSK9 als Zielstruktur
PCSK9-Hemmer binden an die zirkulierenden PCSK9 und verhindern deren Bindung an die LDL-Rezeptoren. Dadurch wird der Abbau von LDL-Cholesterin über die LDL-Rezeptoren gesteigert. Die PCSK9-Hemmstoffe sind ein besonders aktives Forschungsgebiet. Die Entdeckung des PCSK9-Gens und seiner Mutationen bildet ein Beispiel von genetikgesteuerter Therapieentwicklung. Die Entwicklung der monoklonalen Anti-PCSK9-Antikörper ist am meisten fortgeschritten.
- Der monoklonale Antikörper Evolocumab (Repatha) der Firma Amgen ist der erste zur Behandlung der nichtfamiliären und familiären Hypercholesterinämie (erhöhter Cholesterinspiegel) zugelassene PCSK9-Hemmer („first-in-class“). Er kommt – außerdem – zur Anwendung, wenn Statine nicht vertragen werden oder nicht ausreichend wirken, und kann auch mit Statinen oder anderen Lipidsenkern kombiniert werden.[13][14]

- Alirocumab, ebenfalls ein monoklonaler Antikörper, der von den Firmen Sanofi und Regeneron Pharmaceuticals entwickelt wurde, ist als Praluent seit Juli 2015 in den USA[15] und seit September 2015 europaweit zugelassen.[16] Die Indikationen sind weitgehend zu denen des Evolocumab identisch.[17]
- Ein neuer PSCK9-Inhibitor der 3. Generation Lerodalcibep (Hersteller: LIB Therapeutics) befindet sich noch in der klinischen Entwicklung.[18]
- Bococizumab (RN 316, Firma Pfizer) wurde in Phase-II-Studien untersucht.[19] Im November 2016 teilte Pfizer mit, dass die weitere Entwicklung eingestellt wurde.[20]

Unter den anderen Ansätzen für PCSK9-Inhibitoren (small molecules, peptide mimetics, gene silencing) befindet sich die siRNA Inclisiran (früher auch PCSK9si und/oder ALN-PCSsc). Die Substanz stammt aus der Forschung von Alnylam Pharmaceuticals resp. The Medicines Company, inzwischen Novartis.